# 瑞典島
78°43′N 26°38′E / 78.717°N 26.633°E

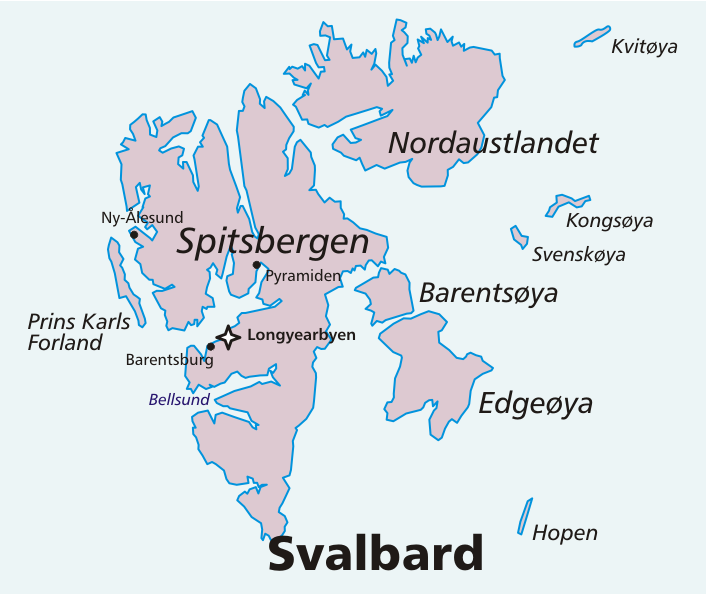

瑞典島（挪威語：Svenskøya）是挪威的島嶼，位於北冰洋海域，屬於斯匹茲卑爾根群島的一部分，長20公里，面積137平方公里，最高點海拔高度250米，島上無人居住。